# Nikolaus Berlakovich

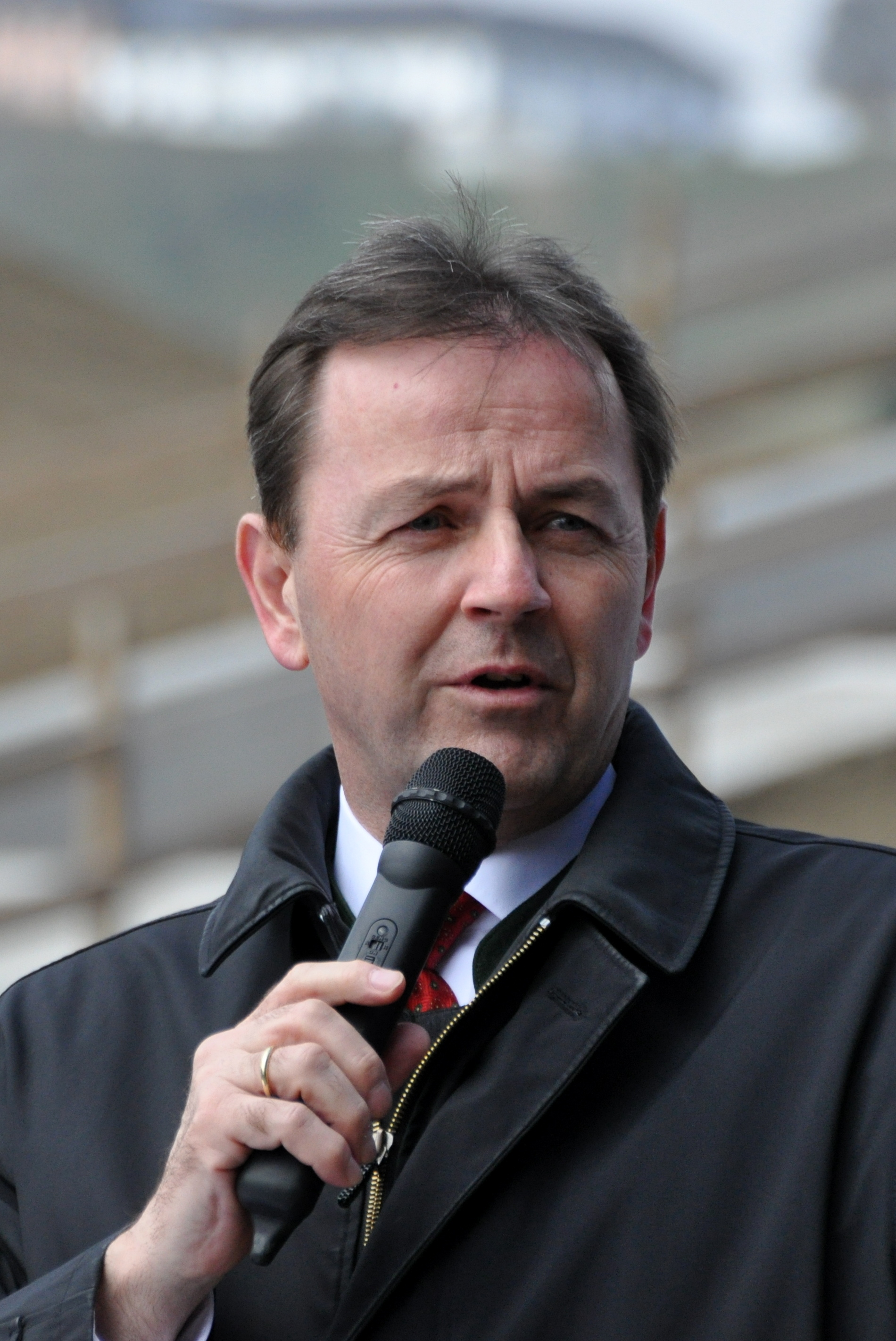
Nikolaus Berlakovich (2013)

Nikolaus Berlakovich (* 4. Juni 1961 in Eisenstadt) ist ein österreichischer Landwirt und Politiker (ÖVP) und gehört der burgenland-kroatischen Volksgruppe an. Berlakovich war von 1991 bis 2005 Abgeordneter zum Burgenländischen Landtag und ab 2005 Agrar- und Umwelt-Landesrat in der Burgenländischen Landesregierung Niessl II. Im Kabinett Faymann I bekleidete Berlakovich die Funktion des Bundesministers für Land- und Forstwirtschaft, Umwelt und Wasserwirtschaft.

## Ausbildung und Beruf
Nikolaus Berlakovich besuchte die Volksschule in Nebersdorf und wechselte danach an das Naturwissenschaftliche Gymnasium in Oberpullendorf, an dem er 1979 die Matura ablegte. Im Anschluss studierte er an der Universität für Bodenkultur Wien Landwirtschaft (Pflanzenproduktion) und schloss sein Studium 1985 mit dem akademischen Grad Dipl.-Ing. ab. Während seines Studiums wurde er Mitglied der katholischen Studentenverbindung K.a.V. Austro-Peisonia zu Wien sowie in späterer Folge der AV Austro-Ferrea zu Eisenstadt, im ÖCV.

## Politik
Nikolaus Berlakovich gehört seit 1987 dem Gemeinderat von Großwarasdorf an und war von 1987 bis 2002 1. Vizebürgermeister der Gemeinde. Seit 1990 ist er Bezirksbauernbundobmann im Bezirk Oberpullendorf und Bezirksparteiobmannstellvertreter. 1991 wurde er zum Landesparteiobmannstellvertreter der ÖVP Burgenland gewählt. Von 1998 bis 2000 war er als ÖVP-Landesgeschäftsführer tätig.
Berlakovich engagierte sich als Landwirt auch im Bauernbund, war ab 1995 Landesbauernbundobmann-Stellvertreter und wurde am 28. Jänner 2006 zum Landesobmann des Burgenländischen Bauernbundes gewählt. Als Burgenland-Kroate setzte sich Berlakovich auch für die Volksgruppenpolitik ein und war von 1993 bis 1998 Obmann der Arbeitsgemeinschaft kroatischer Kommunalpolitiker im Burgenland, seit 1998 ist er deren Ehrenobmann.
Nikolaus Berlakovich war von 1991 bis 2005 Abgeordneter zum Burgenländischen Landtag und führte den Landtagsklub von 2002 bis 2005 als Klubobmann. Er war Volksgruppensprecher der ÖVP-Landtagsfraktion. Am 19. Mai 2005 wurde er als Landesrat in die Burgenländische Landesregierung gewählt. Sein Ressort umfasste die Bereiche Land- und Forstwirtschaft, Wasser- und Abfallwirtschaft sowie Natur- und Umweltschutz.
Vom 2. Dezember 2008 an betreute er in der Bundesregierung Faymann I als direkter Nachfolger von Josef Pröll das Ressort für Land- und Forstwirtschaft, Umwelt und Wasserwirtschaft.
2010 kam Berlakovich wegen eines angeblichen Tobsuchtsanfalls auf dem Pariser Flughafen in die Schlagzeilen, nachdem er infolge einer wetterbedingten Verspätung einen Anschlussflug verpasste. Berlakovich wurde in der Folge von den Medien mit dem Ausspruch „Die österreichische Botschaft in Paris ist ein Saustall“ zitiert.
Selbst seine Partei distanzierte sich von seinem Verhalten.
Anfang 2013 wurden Rücktrittsforderungen laut, nachdem er dem Vorschlag der EU-Kommission zum Verbot bienengiftiger Pestizide die Zustimmung verweigerte.
Bei den Regierungsverhandlungen nach der Nationalratswahl 2013 stellte die ÖVP-Spitze klar, dass Berlakovich dem nächsten Kabinett nicht mehr angehören würde. Seine Amtszeit als Minister endete am 16. Dezember 2013 mit der Ernennung der Bundesregierung Faymann II, Berlakovich gehörte aber weiterhin dem Nationalrat an und erreichte auch in Folge der Nationalratswahl 2017 erneut Mandat.
Im November 2017 wurde bekannt, dass Berlakovich als Spitzenkandidat des Bauernbundes in die Wahl der Burgenländischen Landes-Landwirtschaftskammer im März 2018 gehen wird. Für den Fall einer Wahl zum Vorsitzenden der Kammer, kündigte Berlakovich an weiter im Nationalrat verbleiben zu wollen und auf das Gehalt des Landwirtschaftskammer-Präsidenten zu verzichten. Im April 2018 wurde er als Nachfolger von Franz Stefan Hautzinger einstimmig zum Präsidenten der burgenländischen Landwirtschaftskammer gewählt.
Von 2013 bis 2024 war er Abgeordneter zum Nationalrat.

## Privates
Nikolaus Berlakovich ist verheiratet und hat zwei Kinder. Er wohnt in Nebersdorf, Gemeinde Großwarasdorf.

## Ehrungen und Auszeichnungen
- Großes Goldenes Ehrenzeichen am Bande für Verdienste um die Republik Österreich durch Bundespräsident Heinz Fischer[10][11]